# Aleksandra Jarecka
Aleksandra Jarecka (Cracóvia, 11 de outubro de 1995) é uma esgrimista polonesa.

## Carreira
Em 2012, conquistou a medalha de bronze do Campeonato Europeu Júnior no torneio por equipes (com Magdalena Wasyluk, Barbara Rutz e Karolina Mroch). Em 2014, ela se tornou a medalhista de bronze do Campeonato Mundial Júnior no torneio por equipes (com Kamila Pytka, Jagoda Zagała e Martyna Swatowska) e a campeã europeia júnior no torneio por equipes (com Anna Mroszczak, Kamila Pytka e Jagoda Zagała). Em 2016 e 2018 sagrou-se campeã europeia individual juvenil, em 2014 conquistou o vice-campeonato europeu juvenil (com Blanka Błach, Kamila Pytka e Jagoda Zagała), e em 2016 e 2018 a medalha de bronze do campeonato europeu juvenil na equipa torneio (em 2016 com Kamila Pytka, Barbara Rutz e Martyna Swatowska), em 2018 (com Karolina Mroch, Anna Mroszczak e Barbara Rutz).
Nos Jogos Olímpicos de Verão de 2024, em Paris, conquistou a medalha de bronze na disputa de espada por equipes ao lado de Alicja Klasik, Renata Knapik-Miazga e Martyna Swatowska-Wenglarczyk.